# Femme à la bassine
 (juillet 2020).
Le contenu est difficilement compréhensible vu les erreurs de traduction, qui sont peut-être dues à l'utilisation d'un logiciel de traduction automatique.
Femme à la bassine est un pastel sur papier d'Edgar Degas réalisé en 1886. Il est conservé au Hill–Stead Museum aux États-Unis (à Farmington, Connecticut).
La suite de pastels dont il fait partie mettait en vedette des femmes nues « se baignant, se lavant, se séchant, s'essuyant, se peignant ou se faisant coiffer » et a été créée en prévision de la huitième et dernière exposition impressionniste de 1886 ; il n'est toutefois pas certain que Femme à la bassine y ait effectivement été présenté.
L'œuvre démontre la maîtrise de Degas du dessin au pastel et, comme les autres œuvres suivantes, représente une femme dans une activité quotidienne et intime, en l'occurrence épongeant, encore nue, sa bassine après la toilette. La même bassine figure dans plusieurs œuvres de la série et, avec les cheveux roux du modèle, suggère que les femmes sont de la classe ouvrière, peut-être même des prostituées. A propos de celles-ci, Degas aurait déclaré : « Mes femmes sont des gens simples. [...] C'est comme si vous regardiez par le trou de la serrure. »